# Mil-Mughan
La Región Económica de Mil-Mughan es una de las 14 regiones económicas de Azerbaiyán. Limita al sur con Irán, así como con las regiones económicas de Shirvan-Salyan, Aran Central y Karabaj. La región está formada por los distritos de Beylagan, Imishli, Saatli y Sabirabad. Tiene una superficie de 5.670 kilómetros cuadrados y una población de 522.600 habitantes en enero de 2021.

## Historia
La Región Económica de Mil-Mughan se estableció el 7 de julio de 2021 como parte de una reforma del sistema de regiones económicas de Azerbaiyán. Su territorio formaba parte de la Región Económica de Aran, de mayor tamaño, antes de 2021.